# Villagrazia di Carini
Villagrazia di Carini è una frazione di Carini, nella città metropolitana di Palermo.
Il corso che percorre tutta la frazione è la Via Nazionale, sede di diversi negozi e dei servizi principali, attraversata anche dalla SS113. 

Villagrazia possiede una scuola, che ha funzioni sia di elementare che media, intitolata a Renato Guttuso, due centri di rimessaggio per imbarcazioni e un palazzetto dello sport intitolato a Ciro Genova, ex amministratore del comune di Carini deceduto il 22 giugno 2001 a causa di un male incurabile, all'età di 47 anni. È costituito da un rettangolo di gioco con spalti, dotati di 500 posti a sedere, un reparto atleti con spogliatoi, docce e servizi igienici, un reparto pubblico munito di toilette ed infermeria. Il palazzetto è stato inaugurato il 27 marzo 2011. 

## Storia
Nel 1899 vi furono rinvenuti i resti di catacombe, risalenti probabilmente al III secolo d.C.
La frazione si formò come luogo di villeggiatura, grazie ai numerosi nobili palermitani che si trasferirono nel territorio di Carini.

## Media

### Radio
Emittenti Scomparse :
- Radio Villagrazia One